# М'юр-Біч (Каліфорнія)
М'юр-Біч (англ. Muir Beach) — переписна місцевість (CDP) в США, в окрузі Марін штату Каліфорнія. Населення — 304 особи (2020).

## Географія
М'юр-Біч розташований за координатами 37°51′42″ пн. ш. 122°34′49″ зх. д. / 37.86167° пн. ш. 122.58028° зх. д. (37.861565, -122.580322).  За даними Бюро перепису населення США в 2010 році переписна місцевість мала площу 1,28 км², уся площа — суходіл.

## Демографія
Згідно з переписом 2010 року, у переписній місцевості мешкало 310 осіб у 141 домогосподарстві у складі 86 родин. Густота населення становила 243 особи/км².  Було 162 помешкання (127/км²).
Расовий склад населення:
| - 91,3 % — білих - 3,9 % — азіатів - 1,6 % — чорних або афроамериканців - 0,3 % — корінних американців |

До двох чи більше рас належало 2,6 %. Частка іспаномовних становила 2,3 % від усіх жителів.
За віковим діапазоном населення розподілялося таким чином: 12,3 % — особи молодші 18 років, 65,8 % — особи у віці 18—64 років, 21,9 % — особи у віці 65 років та старші. Медіана віку мешканця становила 52,6 року. На 100 осіб жіночої статі у переписній місцевості припадало 102,6 чоловіків;  на 100 жінок у віці від 18 років та старших — 106,1 чоловіків також старших 18 років.
Середній дохід на одне домашнє господарство  становив 155 062 долари США (медіана — 135 278), а середній дохід на одну сім'ю — 163 866 доларів (медіана — 136 389). 
Цивільне працевлаштоване населення становило 125 осіб. Основні галузі зайнятості: освіта, охорона здоров'я та соціальна допомога — 23,2 %, науковці, спеціалісти, менеджери — 18,4 %, публічна адміністрація — 15,2 %.